# RUVBL1
RuvB-like 1 (E. coli), también conocido como RUVBL1 y TIP49, es una proteína codificada en humanos por el gen ruvBL1, y perteneciente a la familia de proteínas AAA+. RUVBL1 puede formar un hexámero, el cual, a su vez, puede formar un dodecámero con la proteína RUVBL2.

## Interacciones
La proteína RUVBL1 ha demostrado ser capaz de interaccionar con:
- RUVBL2[3]
- β-Catenina[4]
- ACTL6A[5]
- Myc[6][5]
- EP400[6]